# Vila Nova do Campo
Vila Nova do Campo es una freguesia portuguesa del municipio de Santo Tirso, distrito de Oporto.

## Historia
Fue creada el 28 de enero de 2013 con el nombre de União das Freguesias de Campo (São Martinho), São Salvador do Campo e Negrelos (São Mamede) en aplicación de una resolución de la Asamblea de la República de Portugal promulgada el 16 de enero de 2013 con la unión de las freguesias de São Mamede de Negrelos, São Martinho do Campo y São Salvador do Campo, pasando su sede a estar situada en la antigua freguesia de São Martinho do Campo. Esta denominación se mantuvo hasta el 10 de agosto de 2015 que pasó a su actual nombre en aplicación de la Ley n.º 89/2015 que modificaba su denominación.

## Demografía
| Gráfica de evolución demográfica de Vila Nova do Campo entre 2011 y 2021 |
|                                                                          |
| Datos según el nomenclátor publicado por el INE portugués.               |